# La Femme aux cheveux rouges (téléfilm)
Pour les articles homonymes, voir La Femme aux cheveux rouges.
 (avril 2016).
Si vous disposez d'ouvrages ou d'articles de référence ou si vous connaissez des sites web de qualité traitant du thème abordé ici, merci de compléter l'article en donnant les références utiles à sa vérifiabilité et en les liant à la section « Notes et références ».
La Femme aux cheveux rouges est un téléfilm de Thierry Peythieu, écrit par Didier Dolna, Catherine Herthault, Dominique Garnier et Suzanne Hedler, diffusé le 22 novembre 2016 sur France 3, et rediffusé les 6 février 2018 et 23 mars 2019 sur cette chaîne. Ce téléfilm est inspiré du roman de François Cérésa.

## Synopsis
L'intrigue de La Femme aux cheveux rouges se passe dans le Brionnais, ce pays d'églises, qui invite à la sérénité.
Cependant à Saint-Gilles, l'atmosphère devient de plus en plus angoissante, le passé jouant avec le présent. Après avoir vécu de terribles événements au Mali, Antoine, grand reporter et ex-volontaire dans l'humanitaire, est rentré en France à Saint-Gilles pour écrire un article sur l'art roman. Il fait la connaissance de Constance, la très séduisante fille adoptive de la patronne de l'auberge Mme Naudy. Elle aussi a son secret. Elle tente de découvrir la vérité sur la mort de ses parents Eva et Louis Lacassan, vérité qui lui est cachée depuis trop longtemps. Et puis il y a Juju qui dit voir le fantôme d'Eva, la femme aux cheveux rouges. Une piste dans l'enquête menée par Constance ?
Entre Antoine et Constance, ces deux êtres blessés, se tisse petit à petit une histoire qui les aidera peut-être à aller au bout de leur aventure.

## Distribution
- Laëtitia Milot : Constance Lacassan
- Samuel Le Bihan : Antoine Cardona, grand reporter
- Myriam Boyer : Jeanne Naudy
- Patrick Raynal : Rimsky
- Jacques Chambon : Nieskens
- Pasquale D'Inca : Beaubay
- Arnaud Dumont : Juju
- Michel Beatrix : Le prieur
- Sylvain Luquin : Frère Ambroise
- Bénédicte Liot : Eva
- Martin Petit Guyot : Henri
- Frédérique Moreau de Bellaing : Employée des archives
- Philippe Rigot : Moine médecin
- Philippe Journo : Frère portier
- Léna Kochkerian : Constance à 4 ans
- Erwan Ginet : Juju enfant

## Tournage
Le tournage a débuté le 5 avril 2016 et s'est terminé le 3 mai en région Bourgogne-Franche-Comté où a lieu l'intrigue. Les villes où sont tournées les scènes sont Semur-en-Auxois, Bèze et l'abbaye de Fontenay.